# Korvatunturi
Korvatunturi (nordsamiska: Bealljeduottar, skoltsamiska: Pelljatuõddâr, enaresamiska: Peljituodâr och ryska kyrill.: Корватунтури, ibland också: Корватундра, Korvatundra) är ett fjäll på gränsen mellan Finland och Ryssland.
Korvatunturi är enligt finländsk tradition platsen där julgubben (jultomten) bor. Det var på 1920-talet som myten skapades genom att en radiojournalist presenterade en historia i radion om att jultomten hörde hemma där. Santa Claus Village som invigdes 1985 och besöks årligen av tusentals turister är belägen 300 km sydost nära Rovaniemi.
Den finländska delen av berget ligger i Urho Kekkonens nationalpark i Savukoski kommun i nordöstra Finland. På grund av gränszonen behövs specialtillstånd för att besöka berget. Däremot kan man utan specialtillstånd se det på håll från Korvatunturinmurusta utanför gränszonen. En 18 kilometer lång vandringsled leder dit från Kemihaara, där tre källflöden till Kemi älv flyter samman. Det är tillåtet att arrangera snöskoterstödda expeditioner längs leden.
Gränsen mellan Petsamo i Finland och Ryssland drogs 1920 i en linje mellan Korvatunturi och Fiskarhalvön vid Norra ishavet.